# 山鹿郵便局
山鹿郵便局（やまがゆうびんきょく）は熊本県山鹿市にある郵便局。民営化前の分類では集配普通郵便局であった。

## 概要
住所：〒861-0599 熊本県山鹿市山鹿314

## 沿革
- 1872年8月4日（明治5年7月1日） - 山鹿郵便取扱所として開設[1]。
- 1873年（明治6年） - 山鹿郵便役所となる。
- 1875年（明治8年）1月1日 - 山鹿郵便局（四等）となる。
- 1879年（明治12年）8月16日 - 為替取扱を開始。
- 1880年（明治13年） - 貯金取扱を開始。
- 1892年（明治25年）3月1日 - 山鹿郵便電信局となる。
- 1903年（明治36年）4月1日 - 通信官署官制の施行に伴い山鹿郵便局となる。
- 1949年（昭和24年）3月1日 - 特定郵便局から普通郵便局に局種別改定[2]。
- 1956年（昭和31年）10月11日 - 電話通話および和文電報受付事務の取扱を開始[3]。
- 1998年（平成10年）9月1日 - 外国通貨の両替および旅行小切手の売買に関する業務取扱を開始。
- 2007年（平成19年）10月1日 - 民営化に伴い、併設された郵便事業山鹿支店に一部業務を移管。
- 2012年（平成24年）10月1日 - 日本郵便株式会社発足に伴い、郵便事業山鹿支店を山鹿郵便局に統合。

## 取扱内容
- 郵便、印紙、ゆうパック、内容証明
- 貯金、為替、振替、振込、国際送金、国債、投資信託
- 生命保険、バイク自賠責保険、自動車保険
- 山鹿市内の一部地域の集配業務
- ゆうゆう窓口
- ゆうちょ銀行ATM

## 周辺
- 山鹿市役所
- 山鹿温泉
- 山鹿市立山鹿中学校
- 山鹿市立山鹿小学校
- 国道3号
- 国道325号
- 菊池川

## アクセス
- 熊本電気鉄道バス、産交バス、やまが市街地循環バス 山鹿郵便局前停留所下車
- 九州自動車道 菊水ICから東へ約10km、植木ICから北へ約12km
- 駐車場あり：10台

## その他
- 瀬戸隆一（元局長、自民党代議士）